# Greenleaf
Greenleaf (с англ. — «ЗеленыйЛист») — шведская стоунер-рок-группа, созданная как сайд-проект в конце 1999 года Томми Холаппой (из группы Dozer), Даниэлем Лиденом (из Demon Cleaner) и Бенгтом Бэкке (Dozer, Demon Cleaner, Lowrider). Несмотря на многочисленные изменения состава за эти годы (гитарист Томми Холаппа остаётся единственным оригинальным участником), их звучание оставалось удивительно стабильным. В 2000 году они выпустили одноимённый дебютный мини-альбом, а годом позже — Revolution Rock. В 2003 году они подписали контракт с лейблом Small Stone Records, где проработали более десяти лет. В 2010 году они перестали быть «сайд-проектом, который не хотел умирать», и стали полноценным коллективом, хотя изменения в составе оставались практически постоянными. Их вновь обретённая сосредоточенность и (квази)стабильность проявились на альбоме Nest of Vipers 2012 года и расцвели на Trails & Passes 2014 года. Группа подписала контракт с Napalm Records на альбом Rise Above the Meadow 2016 года. Альбом Hear the Rivers 2018 года, также выпущенный на Napalm Records и первый альбом с участием вокалиста Арвида Хеллагорда, принёс группе главные места на европейских фестивальных сценах, а альбом Echoes from a Mass 2021 года попал в мировые стриминговые и европейские чарты.
Альбом The Head & The Habit вышел 21 июня 2024 года. Первым синглом с альбома стала песня «Breathe, Breathe Out». Вокалист Арвид Хеллагорд прокомментировал тему песни и альбома, сказав, что она «побуждает принять своё нынешнее состояние, ценить то, что имеешь, и идти по жизни с чувством контроля и принятия». Альбом был выпущен на виниле, CD и в цифровом формате. Ведущий продюсер альбома — Карл Даниэль Лиден, которого гитарист Томми Холаппа назвал почётным «пятым участником» группы. Они также разделили альбом на две части, заявив, что «трек-лист для этого альбома был составлен с учётом идеи винила, потому что мы хотели две стороны, каждая из которых заканчивалась бы более мягкой песней».

## Дискография
- Greenleaf EP (2000) – Molten Universe
- Revolution Rock (2001) – Molten Universe
- Secret Alphabets (2003) – Small Stone Records
- Agents of Ahriman (2007) – Small Stone Records
- Nest of Vipers (2012) – Small Stone Records
- Trails & Passes (2014) – Small Stone Records
- Rise Above the Meadow (2016) – Napalm Records
- Hear the Rivers (2018) – Napalm Records
- Echoes from a Mass (2021) – Napalm Records
- The Head & The Habit (2024) – Magnetic Eye Records

### The Wall [Redux]
В 2018 году лейбл Magnetic Eye Records выпустил альбом The Wall [Redux], представляющий собой переиздание двойного альбома The Wall (1979) группы Pink Floyd, записанного с разными музыкантами на каждом треке. Greenleaf также внесли свой вклад в сингл «Another Brick in the Wall, Pt. 3 / Goodbye Cruel World», объединивший последние два трека со второй стороны оригинального альбома. В заявлении, переданном Ultimate Classic Rock, лейбл Magnetic Eye Records сказал: «The Wall [Redux] — это не трибьют-альбом, а мощное музыкальное заявление, которое, безусловно, уместно в культурный момент, когда темы сепаратизма, отчуждения и разобщенности, поднятые Роджером Уотерсом и компанией, актуальны как никогда».